# Demografia da Argélia
Cerca de 90% dos argelinos vivem no norte, perto da área costeira e cerca de 1,5 milhão de nômades vivem no sul, no deserto. A população é descendente dos berberes aos quais se uniram os árabes, na maioria muçulmanos sunitas. O islamismo sunita é a religião predominante na Argélia
Quase todos os argelinos são berberes em sua origem, e não árabes: a minoria que se identifica como berbere vive majoritariamente na região montanhosa da Kabilia, a leste de Argel. Os berberes são muçulmanos mas se identificam mais a suas raízes berberes do que com a herança cultural árabe.
Os berberes, há várias décadas, promovem manifestações para clamar por autonomia; o governo se recusa terminantemente, mas começa a aceitar a ideia do ensino da língua berbere nas escolas.

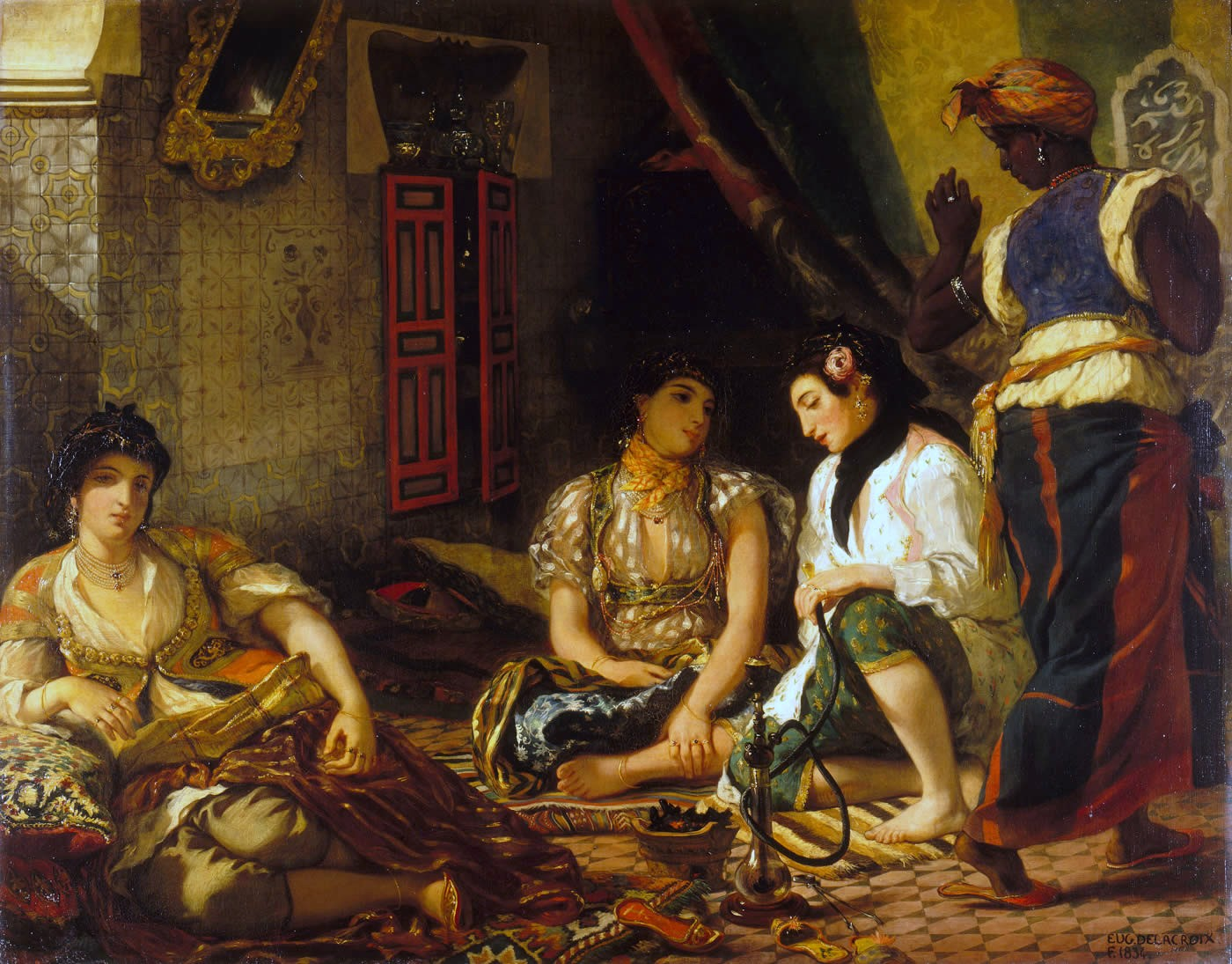
Eugène Delacroix, As mulheres de Argel.